# Єфімов Сергій Дмитрович (футболіст)
Сергій Дмитрович Єфімов (рос. Серге́й Дмитриевич Ефимов; нар. 15 жовтня 1987, Пушкіно, Московська область, РРФСР) — російський футболіст, захисник, тренер.

## Життєпис

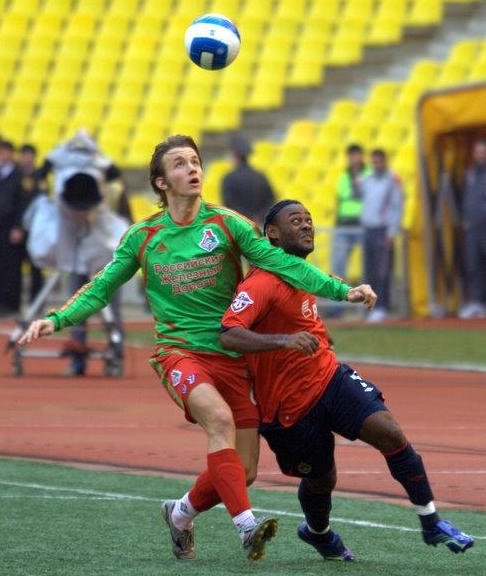
Сергій Єфімов (ліворуч) у боротьбі з Вагнером Лавом

Вихованець футбольної школи московського "Локомотива".
У березні 2007 року дебютував в основному складі клубу у матчі прем'єр-ліги. Вже після двох зіграних за основу матчів Сергій Єфімов був викликаний до національної збірної Росії перед матчем із Естонією (27 березня), проте на поле не вийшов. З березня 2008 року був травмований, у серпні готовий був грати, але на тренуванні зазнав повторної травми. Не потрапив у заявку «Локомотива» на 2008 рік. На початку березня 2010 року на зборі «Локомотива» отримав розрив хрестоподібної зв'язки правого коліна, проте після операції в італійській клініці та проходження курсу реабілітації в Римі залікував травму менше ніж за чотири місяці й на початку липня вже тренувався разом із рештою гравців «Локомотива», а наприкінці липня разом із Олександром Мінченковим було віддано в оренду «Динамо» (Брянськ), яке очолював Сергій Овчинніков. Єфімов вважав таке рішення «Локомотива» оптимальним й зазначив, що потребує ігрової практики після травми, але грати за молодіжну команду «Локомотива» на синтетичному газоні не може. 26 липня Єфімов і Мінченков вийшли у стартовому складі «Динамо» у товариському матчі проти «Локомотива», якийо завершився внічию — 0:0, а 2 серпня провели перший матч за «Динамо» у першому дивізіоні проти ярославльського «Шинника». Обидва відіграли весь матч, а «Динамо» програло — 0:1. Першу половину сезону 2011 року провів у другому «Локомотиві», у липні підписав контракт із клубом «Хімки».
До 2020 року працював тренером в академії «Локомотива», після цього призначений помічником головного тренера молодіжної команди «Локомотива».

## Досягнення
«Локомотив» (Москва)
- Кубок Росії
  -  Володар (1): 2007